# Serolis serresi
Serolis serresi är en kräftdjursart som beskrevs av Lucas 1877. Serolis serresi ingår i släktet Serolis och familjen Serolidae. Inga underarter finns listade i Catalogue of Life.